# アキル・ジャコヴァ
アキル・ジャコヴァ（Akil Gjakova 1996年1月4日- ）は、コソボ出身の柔道選手。階級は73kg級。得意技は大内刈。姉は東京オリンピックの57kg級で優勝したノラ・ジャコヴァ。

## 人物
空手に取り組んでいた父親が子供にも何か格闘技を習わせたいと思ったことから、6歳の時に姉とともにマイリンダ・ケルメンディを指導していたドリトン・クカのIppon Judo Clubで柔道を始めた。2013年のヨーロッパカデ66kg級で優勝した。その後階級を73kg級に上げると、2016年のU23ヨーロッパ選手権で3位となった。2017年にはフランス語圏競技大会で優勝すると、U23ヨーロッパ選手権では2位だった。2018年のグランプリ・チュニスではIJFワールド柔道ツアー13度目の出場にして初めてのメダルとなる銀メダルを獲得した。さらにグランドスラム・パリでは決勝でリオデジャネイロオリンピック銅メダリストであるジョージアのラシャ・シャフダトゥアシビリを技ありで破って、今大会コソボの選手としてマイリンダ・ケルメンディに続いて優勝した。また、コソボの男子選手としてIJFワールド柔道ツアーで初めて優勝を果たすことにもなった。地中海競技大会で優勝すると、グランプリ・ザグレブでは準決勝でリオデジャネイロオリンピック銀メダリストであるアゼルバイジャンのルスタム・オルジョフ、決勝ではリオデジャネイロオリンピック66kg級金メダリストで階級を上げてきたイタリアのファビオ・バシレを破って優勝した。2019年のグランプリ・ブダペストでは準々決勝で海老沼匡を破るなどして優勝した。2021年のヨーロッパ選手権では優勝した。7月に日本武道館で開催された東京オリンピックでは7位だったが、姉は優勝を果たした。2023年のヨーロッパ選手権では3位だったが、地元コソボのプリシュティナで開催されたヨーロッパオープン選手権では、決勝でイタリアのマヌエル・ロンバルドを技ありで破って優勝を飾り、賞金5万5千ユーロが授与された。2024年4月、ジャコヴァは妻に家庭内暴力を働いたとして、指名手配された。しかしながら、パリオリンピックでは姉とともに旗手に選ばれた。競技では5位に終わりメダルを獲得できなかった。
IJF世界ランキングは1747ポイント獲得で31位(25/2/3現在)。

## 主な戦績
- 2013年 - ヨーロッパカデ　優勝(66kg級)
- 2015年 - ヨーロッパジュニア　5位
- 2016年 - ヨーロッパジュニア　5位
- 2016年 - U23ヨーロッパ選手権　3位
- 2017年 - フランス語圏競技大会　優勝
- 2017年 - U23ヨーロッパ選手権　2位
- 2018年 - グランプリ・チュニス　2位
- 2018年 - グランドスラム・パリ　優勝
- 2018年 - ヨーロッパ選手権　7位
- 2018年 - 地中海競技大会　優勝
- 2018年 - グランプリ・ザグレブ　優勝
- 2018年 -　グランドスラム・アブダビ　2位
- 2018年 -　グランプリ・ハーグ　2位
- 2019年 - グランプリ・ブダペスト　優勝
- 2021年 -　ヨーロッパ選手権　優勝
- 2021年 -　東京オリンピック　7位
- 2022年 -　地中海競技大会　3位
- 2023年 - グランドスラム・アブダビ　2位
- 2023年 -　ヨーロッパ選手権　3位
- 2023年 -　ヨーロッパオープン選手権 優勝
- 2024年 -　グランドスラム・パリ　3位
- 2024年 - パリオリンピック　5位
- 2025年 - グランドスラム・パリ　2位

(出典、JudoInside.com)